# Жорж Брак
Жорж Брак (на френски: Georges Braque) е френски художник, график и скулптор, създател заедно с Пикасо на кубизма.

## Биография
Жорж Брак е роден на 13 май 1882 г. в Аржантьой, предградие на Париж. Неговият баща е художник декоратор. През 1890 г. семейството се премества в Хавър, където през 1899 г. Брак завършва курс за художник декоратор, като едновременно взема вечерно уроци по рисуване в Училището за изящни изкуства (на френски: École des Beaux-Arts). Следващата година той продължава своето образование в Париж. През 1905 г. се сприятелява с Раул Дюфи. Чрез Салона на независимите, където участва с шест творби, той се среща с Анри Матис, Албер Марке, Андре Дерен, Морис Вламенк и др. Повлиян от тях Брак започва да рисува в стила на фовизма.
В галерията на Даниел-Анри Канвайлер на улица Виньон 28 той се запознава с Пабло Пикасо и с картините на Сезан, което става определящо за по-нататъшното му творческо развитие. През 1908 г. заедно с Пикасо разработват кубизма. През 1913 г. Брак участва в прочутото Армъри Шоу в Ню Йорк. От 1912 г., както и Пикасо, рисува колажи с букви или отрезки от вестници. През 1915 г. той участва във войната, където бива тежко ранен.
След Първата световна война Брак изоставя постепенно кубизма и рисува предимно натюрморти. След 1947 г. работи заедно с Фернан Мурло, който започва да отпечатва негови литографии. Малко по малко художника се приближава отново до реалистичното изкуство. На 31 август 1963 г. Брак умира в своето жилище в Париж.

## Избрани произведения
- 1906 Пристанище в Антверпен – Колекция von der Heydt, Вупертал, фовизъм
- 1907 Пейзаж в La Ciotat – Колекция К20, Дюселдорф, фовизъм
- 1908 Улица в L'Estaque – Музей на модерното изкуство, Ню Йорк
- 1908 Къщи в L'Estaque – Музей на изкуствата, Берн, кубизъм
- 1911 Португалецът – Музей на изкуствата, Базел, кубизъм
- 1912 Плодова кора и чаша
- 1913 Масата на музиканта – Музей на изкуствата, Базел
- 1913 Le petit eclaireur – Музей в Лил, колаж
- 1914 Мъж с китара
- 1930 Натюрморт с плодова кора, шише и мандолина
- 1949 Ателие II – Колекция Северен Рейн-Вестфалия, Дюселдорф